# Prioria joveri
Prioria joveri là một loài thực vật có hoa trong họ Đậu. Loài này được (Normand ex Aubrév.) Breteler miêu tả khoa học đầu tiên năm 1999.